# Malvik Station
Malvik Station (Malvik stasjon) var en jernbanestation på Meråkerbanen, der lå ved byområdet Malvik i Malvik kommune i Norge.
Stationen åbnede som holdeplads, da Meråkerbanen mellem Trondheim og Storlien i Sverige blev taget i brug 17. oktober 1881. Den blev nedgraderet til station i 1900. 1. maj 1942 overgik dens funktion med ekspedition af tog til Midtsandan og Vikhammer, fordi der var lidt for langt fra Malvik til Ranheim (7 km) og Hommelvik (8,5 km), til at man kunne få en tæt toggang. Malvik blev så i stedet nedgraderet til holdeplads i juni 1942. 1. april 1958 blev den nedgraderet til trinbræt, hvorefter den kun blev betjent af lokaltog. Betjeningen med persontog ophørte 2. juni 1985, da lokaltrafikken i Trondheimregionen blev omlagt, og en række mindre stationer mistede betjeningen. Stationen blev nedlagt 31. maj 1987. Tyve år efter nedlæggelsen, 6. januar 2008, overgik strækningen mellem Trondheim og Hell, hvor stationen lå, formelt fra Meråkerbanen til Nordlandsbanen.
Stationsbygningen blev opført i 1882 efter tegninger af Peter Andreas Blix. Den blev revet ned omkring 1977. I dag er der kun få spor af, at der engang lå en komplet station på dette sted.